# Johnny Dumfries

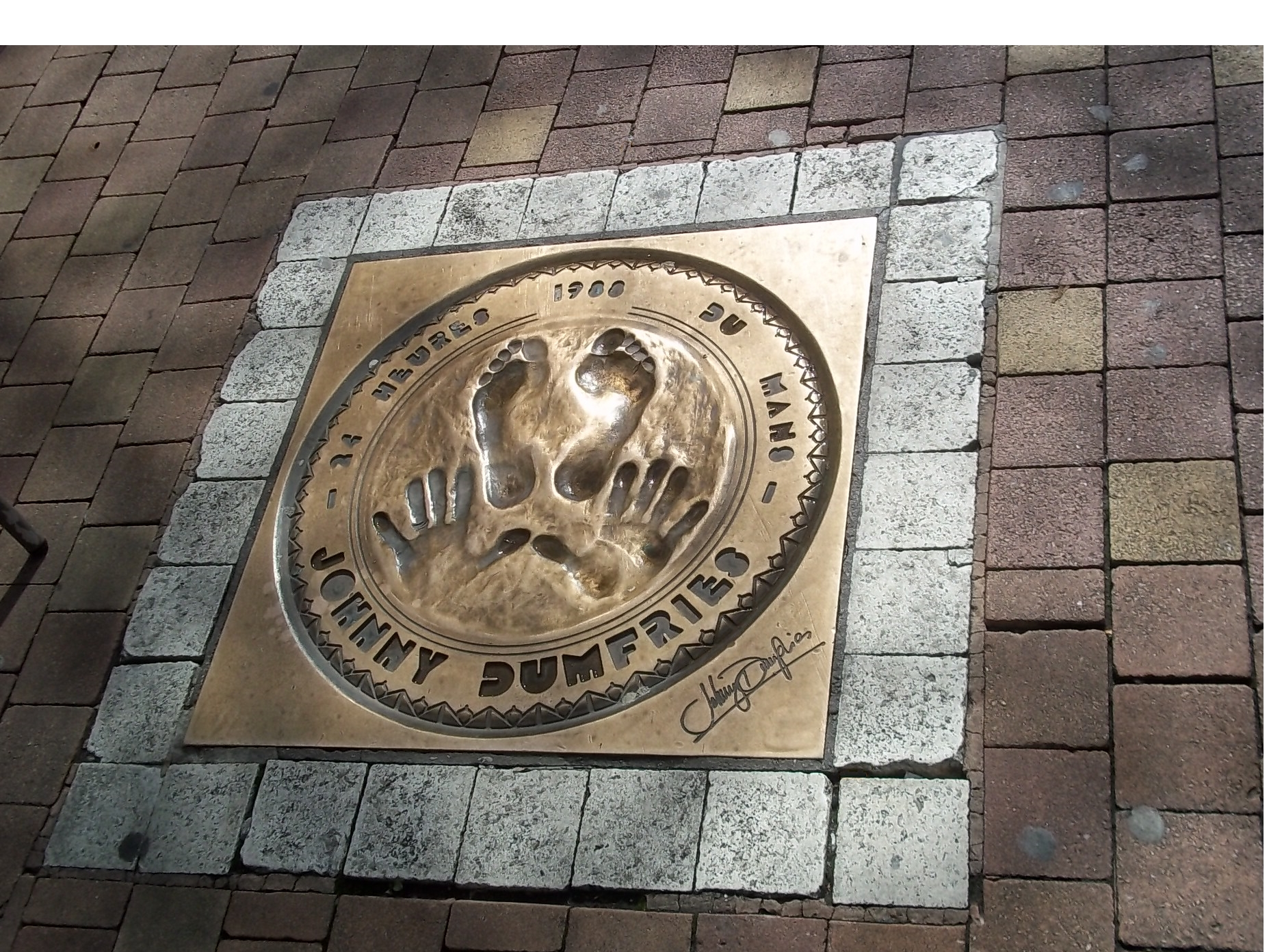
Bronzen plaquette van Dumfries, winnaar van de 1988 editie van de 24 uur van Le Mans

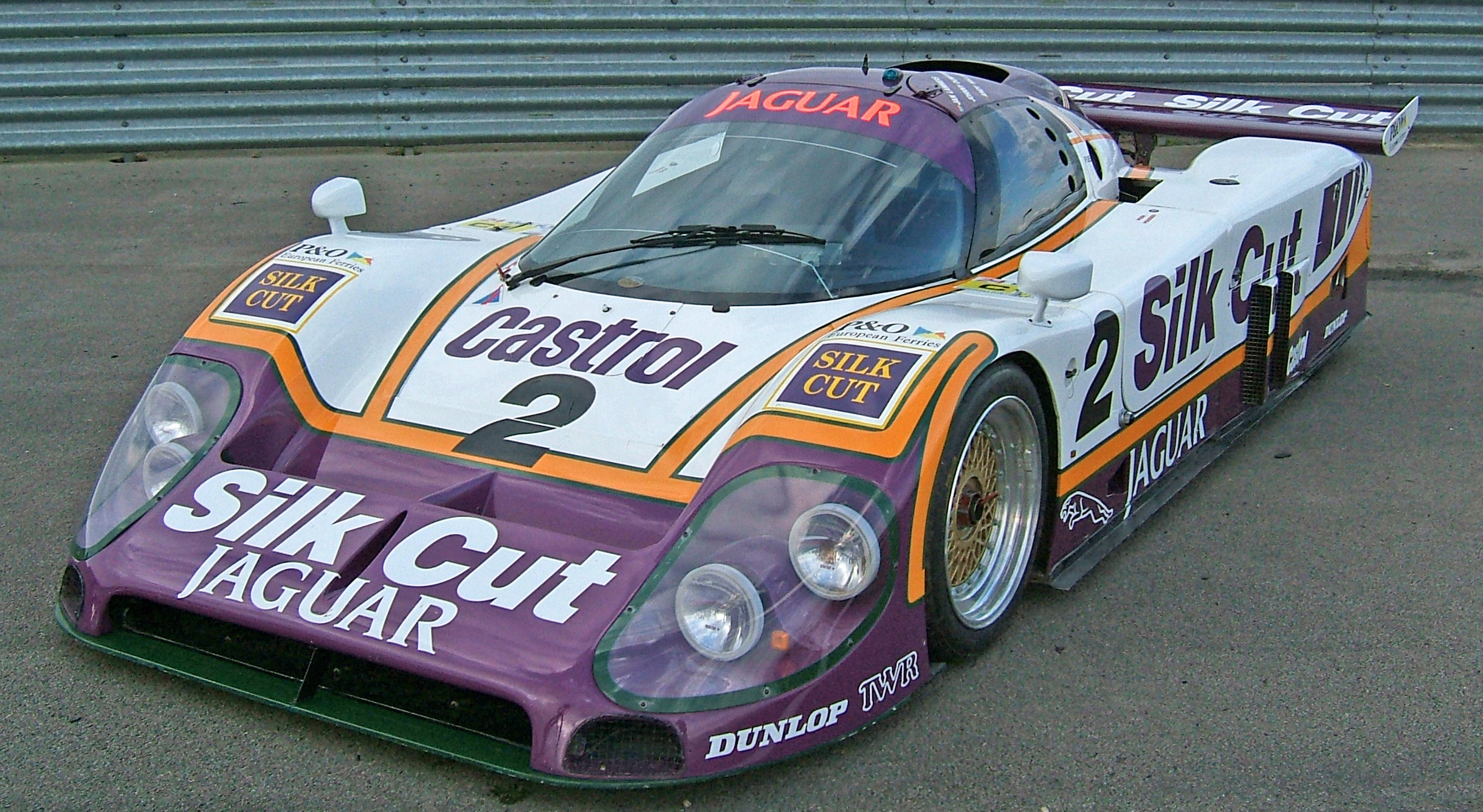
De Jaguar XJR9 waarmee Dumfries de 24 uur van Le Mans won

John Colum Crichton-Stuart, markies van Bute (Rothesay, Bute, 26 april 1958 – 22 maart 2021), beter bekend als Johnny Dumfries, was een autocoureur uit het Verenigd Koninkrijk en afkomstig uit een rijke familie van Schotse adel. Op 22 maart 2021 maakte zijn familie bekend dat Dumfries na een kort ziekbed op 62-jarige leeftijd is overleden.

## Carrière
In 1984 won Dumfries het Britse Formule 3-kampioenschap en werd tweede in het Europees kampioenschap achter Ivan Capelli. Dit leverde hem een testcontract op bij Ferrari, daarnaast reed hij in 1985 in de Formule 3000 voor Onyx. In 1986 werd hij tweede coureur bij Lotus in de Formule 1 achter Ayrton Senna, die eerder Derek Warwick als teamgenoot geweigerd zou hebben en het liefst landgenoot Mauricio Gugelmin naast zich had gehad. Hoofdsponsor JPS wilde echter een Brit en zo kreeg Dumfries het zitje.
Hoewel Dumfries drie punten scoorde, werd hij volledig weggereden door Senna, die meestreed om de titel. Een vijfde plaats bij de Grand Prix van Hongarije was het beste resultaat. Aan het eind van het seizoen vertrok JPS en kon Dumfries ook gaan. Hij vervolgde zijn carrière in de Sportscars en won in 1988 met Jan Lammers en Andy Wallace de 24 uur van Le Mans in een Jaguar. Na twee jaar bij Toyota beëindigde hij zijn autosportloopbaan in 1990.
In 1993 werd Dumfries markies van Bute. Zijn vermogen werd in 2004 geschat op 337 miljoen pond.